# Westfalenpokal 2013/14
Der Westfalenpokal 2013/14 (offiziell Krombacher-Westfalenpokal 2013/14) war die 33. Austragung des Fußballpokalwettbewerbs der Herren für den Bereich des Fußball- und Leichtathletikverband Westfalen. Am Wettbewerb nahmen insgesamt 63 Vereine teil. Sieger des Turniers wurde der SC Preußen Münster.
Da der Landesverband als einer der größten zwei Startplätze für den DFB-Pokal erhielt, qualifizierten sich beide Finalisten für den DFB-Pokal 2014/15, Preußen Münster und Sportfreunde Siegen.

## Qualifikation
Der Drittligist SC Preußen Münster und die fünf westfälischen Regionalligisten der Vorsaison (SC Verl, SC Wiedenbrück, Sportfreunde Lotte, Sportfreunde Siegen und VfB Hüls) waren direkt qualifiziert. Die restlichen 57 Startplätze wurden über die Kreispokalwettbewerbe vergeben. Aufgrund der ungeraden Anzahl der Teilnehmer erhielt SpVg Olpe in der ersten Runde ein Freilos.

## 1. Runde
| Datum      |                            | Ergebnis  |                          |
| ---------- | -------------------------- | --------- | ------------------------ |
| 07.08.2013 | TuS Ost Bielefeld          | 0:5       | SC Verl                  |
| 10.08.2013 | Schwarz-Weiß Wattenscheid  | 2:1       | Hombrucher SV            |
| 11.08.2013 | SV Burgsteinfurt           | 3:5 n. V. | SuS Stadtlohn            |
| 11.08.2013 | Mengede 08/20              | 0:1       | Westfalia Herne          |
| 11.08.2013 | TSG Dülmen                 | 0:2       | SG Wattenscheid 09       |
| 11.08.2013 | Preussen TV Werl           | 2:0       | Preußen Lengerich        |
| 11.08.2013 | FSV Werdohl                | 1:2       | TSV Marl-Hüls            |
| 11.08.2013 | SV Schermbeck              | 3:0       | SC Hassel                |
| 11.08.2013 | Kirchhörder SC             | 0:2       | VfB Hüls                 |
| 11.08.2013 | Sportfreunde Gelsenkirchen | 0:6       | 1. FC Gievenbeck         |
| 11.08.2013 | TuS Hiltrup                | 2:1       | Westfalia Rhynern        |
| 11.08.2013 | Al Seddiq Hagen            | 1:2       | DJK TuS Hordel           |
| 11.08.2013 | SV Herbern                 | 2:0       | TuS Sinsen               |
| 11.08.2013 | Rot Weiss Ahlen            | 1:2       | TSG Sprockhövel          |
| 11.08.2013 | Suryoye Paderborn          | 3:1       | BC Eslohe                |
| 11.08.2013 | Rot-Weiß Horn              | 2:4       | Fortuna Freudenberg      |
| 11.08.2013 | FC Augustdorf              | 0:5       | Delbrücker SC            |
| 11.08.2013 | SC Herford                 | 1:0       | Rot-Weiß Mastholte       |
| 11.08.2013 | SG Meerhof/Essentho        | 0:2       | SV Brilon                |
| 11.08.2013 | SC Bad Salzuflen           | 7:8 n. E. | SV Dringenberg           |
| 11.08.2013 | Preußen Espelkamp          | 0:8       | SuS Langscheid/Enkhausen |
| 11.08.2013 | SV Brenkhausen/Bosse       | 0:5       | TuS Dornberg             |
| 11.08.2013 | FC Bad Oeynhausen          | 0:4       | FC Gütersloh             |
| 11.08.2013 | SpVg Brakel                | 3:6 n. V  | 1. FC Kaan-Marienborn    |
| 11.08.2013 | Post SV Detmold            | 1:3       | Rot-Weiß Hünsborn        |
| 13.08.2013 | SV Wanne                   | 5:6 n. E. | SSV Mühlhausen           |
| 13.08.2013 | Germania Salchendorf       | 2:4       | SC Wiedenbrück           |
| 14.08.2013 | Rot-Weiß Kirchlengern      | 0:1       | Sportfreunde Siegen      |
| 21.08.2013 | Borussia Dröschede         | 0:2       | Preußen Münster          |
| 09.09.2013 | SV Holzwickede             | 0:3       | Sportfreunde Lotte       |
| 05.09.2013 | Türkischer SC Schötmar     | 1:4       | SV Lippstadt 08          |

## 2. Runde
| Datum      |                          | Ergebnis  |                     |
| ---------- | ------------------------ | --------- | ------------------- |
| 03.09.2013 | SV Herbern               | 1:2 n. V. | TSG Sprockhövel     |
| 10.09.2013 | 1. FC Gievenbeck         | 2:3       | SV Schermbeck       |
| 11.09.2013 | Preußen TV Werl          | 4:1       | SSV Mühlhausen      |
| 11.09.2013 | TSV Marl-Hüls            | 2:1       | Westfalia Herne     |
| 11.09.2013 | DJK TuS Hordel           | 6:1       | TuS Hiltrup         |
| 11.09.2013 | Suryoye Paderborn        | 2:1       | TuS Dornberg        |
| 11.09.2013 | Fortuna Freudenberg      | 0:2       | Delbrücker SC       |
| 11.09.2013 | SC Herford               | 5:0       | Rot-Weiß Hünsborn   |
| 11.09.2013 | SV Brilon                | 8:7 n. E. | SV Dringenberg      |
| 11.09.2013 | FC Gütersloh             | 1:0       | SC Wiedenbrück      |
| 18.09.2013 | SuS Langscheid/Enkhausen | 0:2       | SC Verl             |
| 09.10.2013 | SW Wattenscheid          | 3:5 n. V. | SuS Stadtlohn       |
| 09.10.2013 | SpVgg Olpe               | 0:5       | Sportfreunde Siegen |
| 10.10.2013 | 1. FC Kaan-Marienborn    | 1:5       | SV Lippstadt 08     |
| 15.10.2013 | Sportfreunde Lotte       | 2:1       | SG Wattenscheid 09  |
| 15.10.2013 | Preußen Münster          | 2:0       | VfB Hüls            |

## Achtelfinale
| Datum      |                     | Ergebnis  |                    |
| ---------- | ------------------- | --------- | ------------------ |
| 06.11.2013 | Sportfreunde Siegen | 9:0       | Suryoye Paderborn  |
| 17.11.2013 | Preußen Münster     | 10:0      | SV Brilon          |
| 22.11.2013 | TSG Sprockhövel     | 2:4 n. V. | DJK TuS Hordel     |
| 23.11.2013 | SuS Stadtlohn       | 6:3 n. E. | Sportfreunde Lotte |
| 23.11.2013 | Preußen TV Werl     | 0:4       | TSV Marl-Hüls      |
| 23.11.2013 | Delbrücker SC       | 2:1       | FC Gütersloh       |
| 23.11.2013 | SC Herford          | 1:4       | SV Schermbeck      |
| 23.11.2013 | SC Verl             | 2:1       | SV Lippstadt 08    |

## Viertelfinale
| Datum      |                     | Ergebnis  |                 |
| ---------- | ------------------- | --------- | --------------- |
| 01.03.2014 | Delbrücker SC       | 4:5 n. E. | SuS Stadtlohn   |
| 19.03.2014 | SV Schermbeck       | 0:6       | Preußen Münster |
| 19.03.2014 | Sportfreunde Siegen | 4:2       | DJK TuS Hordel  |
| 22.03.2014 | SC Verl             | 4:1 n. V. | TSV Marl-Hüls   |

## Halbfinale
| Datum      |                     | Ergebnis |                 |
| ---------- | ------------------- | -------- | --------------- |
| 16.04.2014 | SuS Stadtlohn       | 1:3      | Preußen Münster |
| 14.05.2014 | Sportfreunde Siegen | 2:1      | SC Verl         |

## Finale
| Sportfreunde Siegen                       | Sportfreunde Siegen | Preußen Münster | Preußen Münster |
| ----------------------------------------- | --- | --- | --------------- |
| Sportfreunde Siegen                       | \| 15. Juli 2014 in Siegen (Leimbachstadion) \| \| Ergebnis: 0:3 (0:0) \| \| Zuschauer: 963 \| | \| 15. Juli 2014 in Siegen (Leimbachstadion) \| \| Ergebnis: 0:3 (0:0) \| \| Zuschauer: 963 \| | Preußen Münster |
| Sportfreunde Siegen                       | Dominik Poremba – Philipp Frisch (86. Haluk Arslan), Til Bauman, Ricardo Retterath, Ardian Kameraj (62. Serkan Dalman), Abdullah Keseroğlu, Yannick Geisler (71. Jakob Alexander König), Marvin Helm, (65. Markus Hayer), Manuel Glowacz, Ali Ibrahimaj (62. Mirson Volina), Zouhair Bouadoud Cheftrainer: Matthias Hagner | Daniel Masuch – Patrick Kirsch (46. Marco Pischorn), Dominik Schmidt, Simon Scherder (46. Fabian Hergesell), Julian Riedel (82. Amaury Bischoff), Jens Truckenbrod, Marc Heitmeier (46. Erik Zenga), Philipp Hoffmann (68. Abdenour Amachaibou), Rogier Krohne, Marcus Piossek, Marcel Reichwein Cheftrainer: Ralf Loose | Preußen Münster |
| Sportfreunde Siegen                       | 0:1 Marcel Reichwein (77.) 0:2 Abdenour Amachaibou (78.) 0:3 Rogier Krohne (81.) | | Preußen Münster |
| 15. Juli 2014 in Siegen (Leimbachstadion) | | |                 |
| Ergebnis: 0:3 (0:0)                       | | |                 |
| Zuschauer: 963                            | | |                 |